# Teresa di Gesù di Los Andes
Teresa di Gesù, al secolo Juana Fernández del Solar (Santiago del Cile, 13 luglio 1900 – Los Andes, 12 aprile 1920), è stata una religiosa cilena, carmelitana scalza nel monastero dell'Espíritu Santo di Los Andes. Beatificata nel 1987, è stata proclamata santa da papa Giovanni Paolo II nel 1993.

## Biografia

### Infanzia
Nacque il 13 luglio 1900 a Santiago del Cile, quartogenita dei sei figli dei coniugi Miguel Fernández Jaraquemada e Lucia Solar Armstrong, di elevata condizione sociale. Familiarmente era chiamata, e ancora oggi è conosciuta, con il nome di Juanita.
La lettura dell'autobiografia della monaca carmelitana francese Teresa di Lisieux ebbe un profondo effetto sul suo carattere, spingendola a imitare il suo esempio e a scegliere la vita consacrata.
Dopo una brevissima parentesi scolastica presso le religiose teresiane, dal 1907 studiò come alunna esterna nel collegio di Alameda, tenuto dalle dame del Sacro Cuore.

### Prima comunione
Qui, il 22 ottobre 1909, ricevette la Cresima e 1'11 settembre 1910 fece la Prima Comunione. In quest'ultima occasione avrebbe ricevuto la grazia mistica di locuzioni interiori, che sarebbero proseguite per il resto della vita.
Negli anni successivi la giovane fu ripetutamente colpita da gravi malattie; nel 1914 riferì che Gesù, in una rivelazione privata, le aveva detto che la voleva carmelitana e che la sua meta doveva essere la santità.
Nei suoi scritti così parla di quell'esperienza:

### Adolescenza
All'età di quindici anni entrò, in qualità di interna, sempre nel collegio delle dame del Sacro Cuore, ove rimase sino al 1918. Mentre era ancora laica, attuò l'ideale carmelitano negli ambienti in cui si trovò a vivere: la famiglia e il collegio. Lesse le opere di santa Teresa di Gesù, di Teresa del Bambino Gesù e di Elisabetta della Trinità.
A 15 anni fece voto di verginità per 9 giorni, e lo rinnovò poi di continuo.

### Vita religiosa
Il 7 giugno 1917 venne aggregata alla congregazione delle Figlie di Maria e il 21 giugno successivo, dopo aver fatto la confessione generale, fece voto di non commettere alcun peccato veniale volontario. Ormai maturata la vocazione al Carmelo, nel 1918 lasciò l'internato per prepararsi alla vita claustrale. Trascorse alcuni mesi in famiglia, ove condusse una vita ritirata e si dedicò a un intenso apostolato.
Con il consenso dei genitori, il 7 maggio 1919 entrò nel piccolo monastero dello Spirito Santo, a Los Andes, a circa 90 km da Santiago del Cile. Il 14 ottobre dello stesso anno vestì l'abito di carmelitana, iniziando il noviziato con il nome di Teresa di Gesù.
Affermò di aver saputo da Gesù, in una rivelazione privata, che sarebbe morta giovane, e lo riferì al suo confessore un mese prima di morire.
Il 2 aprile 1920, sei mesi prima di terminare il noviziato e di poter professare i voti religiosi, fu colta da un violento attacco di tifo, che le procurò molte sofferenze interiori e indicibili patimenti fisici. Il 5 aprile ricevette gli ultimi sacramenti e il 7 aprile emise la professione religiosa in articulo mortis.
Teresa di Gesù morì la sera del 12 aprile 1920 come carmelitana professa.
Sua sorella Rebeca entrerà nel Monastero di Los Andes il successivo 23 novembre con il nome di Teresa del Divino Cuore, e vi rimarrà fino alla morte, il 31 dicembre 1942.

## Il culto

### Canonizzazione
Il processo di canonizzazione ebbe inizio nel 1947 e venne ripreso nel 1976, sostenuto da molti religiosi, fra i quali spiccano i vicepostulatori R.P. Angelo Jaúregui OCD. e R.P. Marino Purroy Remón OCD., il postulatore R.P. Simeón Tomás Fernández OCD. e i vescovi di San Felipe, monsignor Francisco de Borja Valenzuela Ríos e Manuel Camilo Vial Risopatrón.
Luis (Lucho), uno dei suoi fratelli, ultimo parente ancora vivo, seguì il processo di beatificazione ma non poté vederlo completato: la morte lo colse nel 1984. Due anni dopo, il 22 marzo 1986, papa Giovanni Paolo II dichiarerà la serva di Dio Teresa di Los Andes venerabile.
Fu beatificata da papa Giovanni Paolo II a Santiago del Cile il 3 aprile 1987.
La canonizzazione avvenne il 21 marzo 1993, durante una messa solenne celebrata nella Basilica Vaticana dallo stesso Giovanni Paolo II..
Santa Teresa di Gesù di Los Andes è la prima santa cilena, la prima santa carmelitana scalza fuori dalle frontiere d'Europa e la quarta santa Teresa del Carmelo dopo le sante Terese di Avila, di Firenze e di Lisieux.
Il pronipote della santa, Juan Eduardo Fernández Cox, le dedicò una statua realizzata in marmo di Carrara, che venne posizionata, il 6 ottobre 2004, in una delle nicchie esterne della facciata posteriore della Basilica.

### I miracoli riconosciuti dalla Chiesa
La Chiesa cattolica ritiene necessario un miracolo per la beatificazione e un secondo miracolo per la canonizzazione: nel caso di Teresa di Gesù di Los Andes, tra i vari episodi segnalati, la Chiesa ha ritenuto miracoloso il caso del vigile del fuoco Héctor Uribe Carrasco, verificatosi nel 1985, ai fini della beatificazione, e quello della studentessa Marcela Antúnez Riveros, verificatosi nel 1988, ai fini della canonizzazione.

#### Per la beatificazione
Il 4 dicembre 1985 il volontario della Sesta Compagnia dei Vigili del fuoco di Santiago del Cile, Héctor Uribe Carrasco, precipitò da un tetto durante un incendio, ricevendo anche una forte scarica elettrica. I medici lo dichiararono "clinicamente morto". I suoi compagni e sua madre pregarono Teresa di Gesù di Los Andes e ne collocarono una reliquia sul petto di Carrasco. Questi, pochi minuti dopo, presentò di nuovo i segni vitali, sopravvivendo all'incidente.
Il caso fu sottoposto a Roma alla Congregazione per le Cause dei Santi, che promulgò successivamente il decreto sul miracolo, dichiarando che «La modalità della guarigione rapida, completa e duratura, non era spiegabile secondo le conoscenze mediche».

#### Per la canonizzazione
Il 7 dicembre 1988 alcune studentesse del "Colegio de las Teresianas" di Las Condes, nella gita di fine anno scolastico, si riunirono per trascorrere la giornata. Una di loro, Marcela Antúnez Riveros, facendo il bagno nella piscina dello stadio del "Banco Chile", fu colpita da asfissia durante l'immersione. Venne estratta dall'acqua dopo più di cinque minuti, cianotica e senza segni vitali. Durante il tentativo di rianimazione, le sue compagne chiesero con fervore l'intercessione della beata Teresa. I medici della "Clínica Alemana de Santiago" temevano un danno cerebrale irreversibile, ma con grande stupore invece furono testimoni della ripresa della giovane che, a titolo precauzionale, rimase in osservazione per alcuni giorni, venendo dimessa alla fine senza lesioni cerebrali o di altro genere. Negli anni successivi risultò una delle studentesse con i voti più alti.
L'Arcidiocesi di Santiago del Cile vagliò le dichiarazioni dei testimoni e dei medici, inviando la documentazione a Roma, dove la Congregazione delle Cause dei Santi, esaminato il caso, dichiarò che il recupero totale della giovane non era spiegabile scientificamente e dichiarò miracolosa la guarigione.

## Santuario

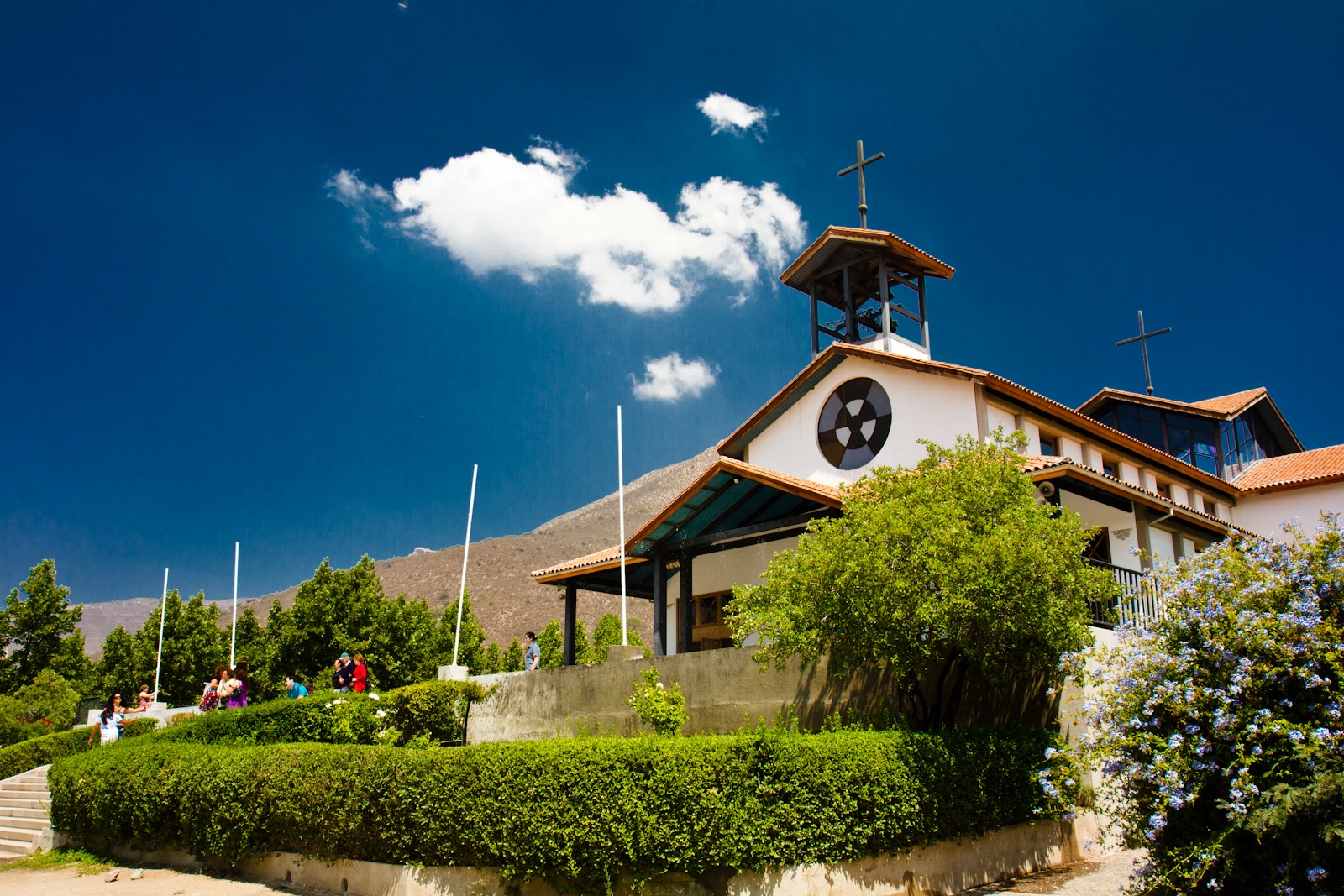
Il Santuario.

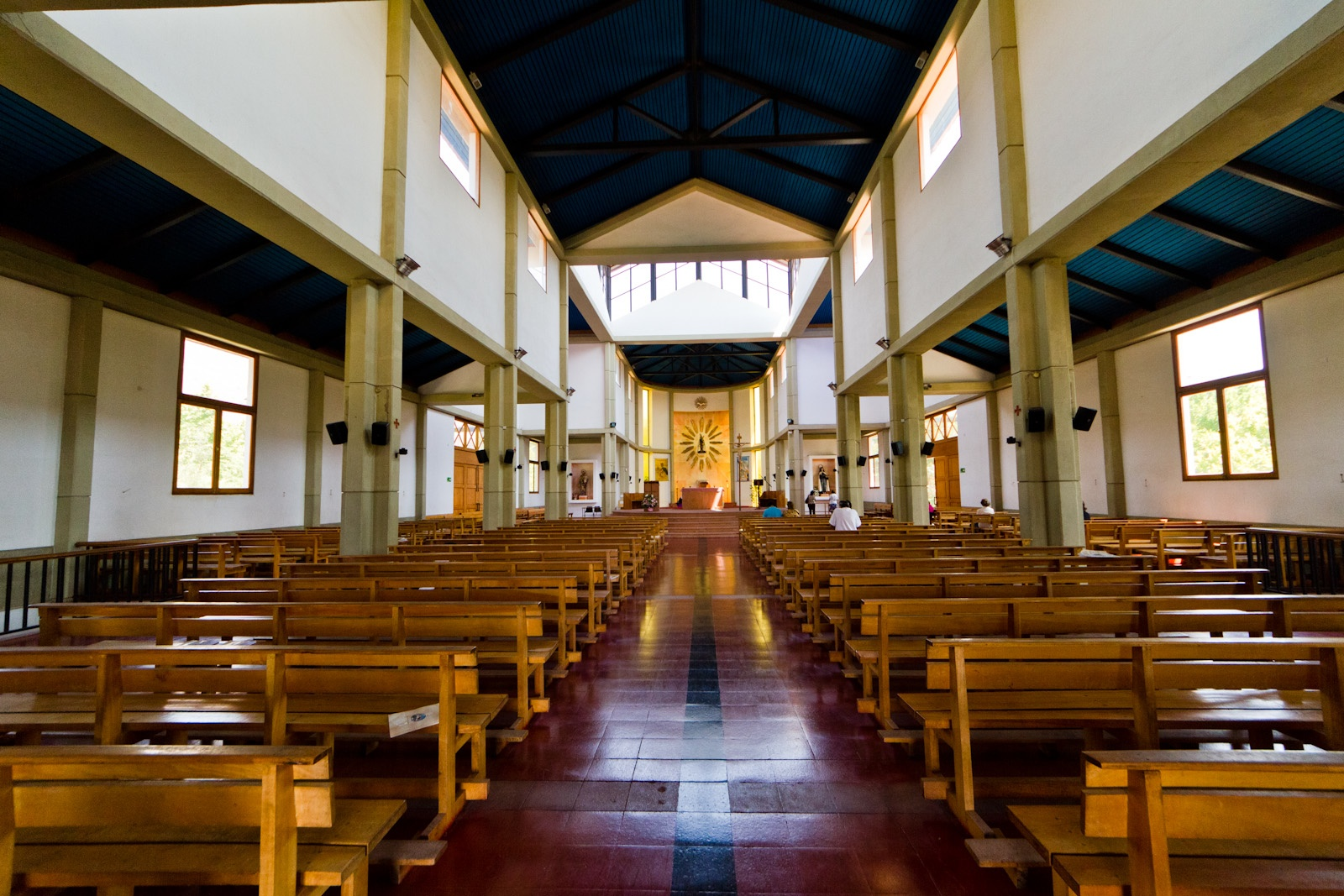
Tempio del Santuario, dedicato alla Madonna del Carmine.

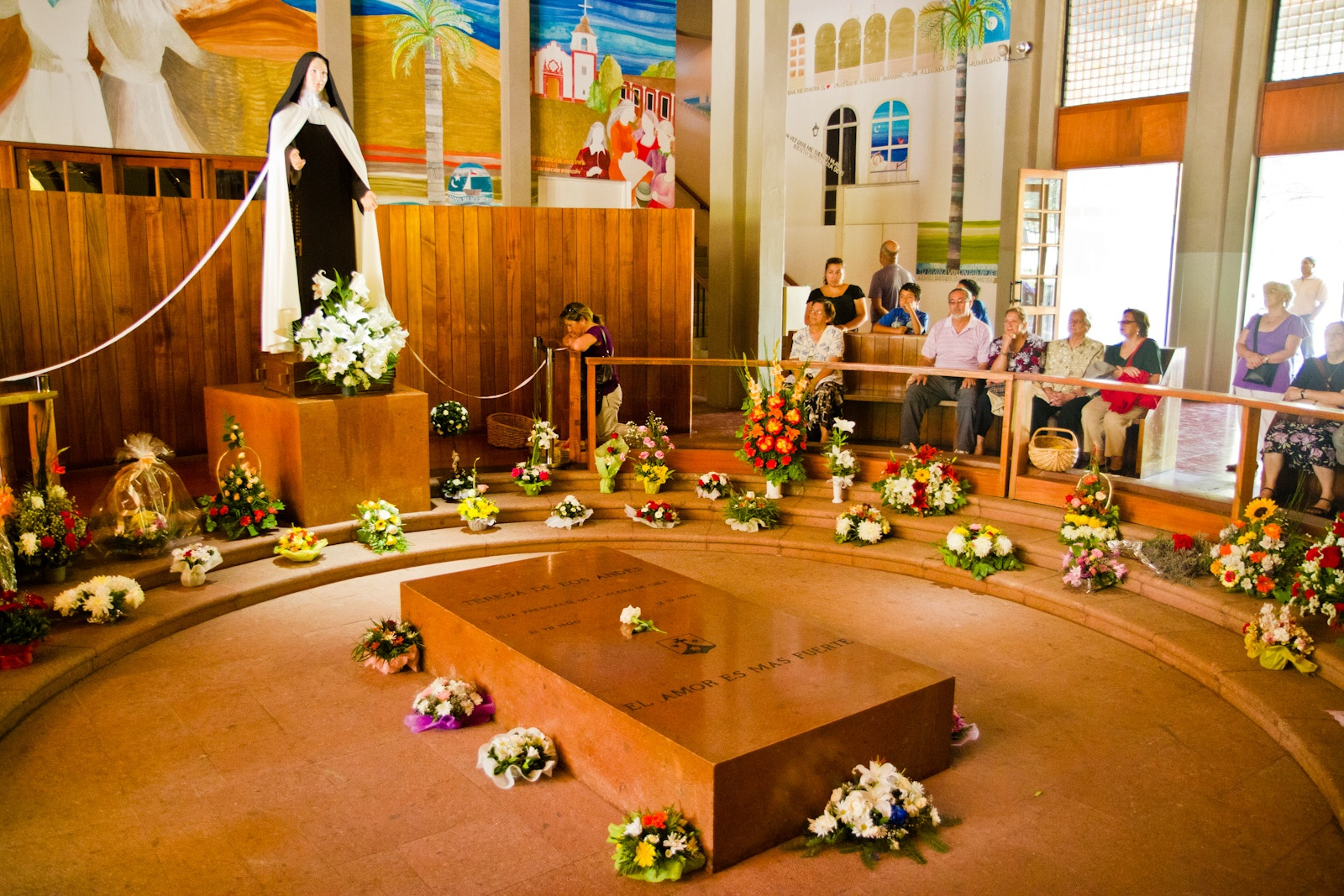
Cripta dove riposano le sue spoglie mortali.

Il santuario di Auco-Rinconada, nel comune di Rinconada (Cile), è stato edificato per ospitare i fedeli che desiderassero venerare santa Teresa, poiché l'antico Monastero di Los Andes non aveva più lo spazio necessario per ricevere il crescente numero di pellegrini, nell'imminenza della beatificazione e della successiva canonizzazione. La benedizione e la posa della prima pietra avvenne il 16 gennaio 1988. All'interno si trova la cripta dove riposano le sue spoglie mortali, che vennero traslate dal Monastero di Los Andes l'11 dicembre 1988. Il giorno successivo, il santuario venne consacrato alla Beata Vergine Maria del Monte Carmelo dalle autorità ecclesiastiche. I custodi del santuario sono, fin dal maggio 1988, i frati carmelitani e le sorelle carmelitane missionarie teresiane. Il santuario ha come rettore il reverendo padre Rodrigo Aguirre Rivera, O.C.D., e riceve annualmente 230.000 pellegrini, dei quali circa 17.000 arrivano ogni anno il penultimo sabato di ottobre (dal 2007) per il pellegrinaggio giovanile "Da Chacabuco al Carmelo...Un cammino di Santità", realizzato dal vicariato della speranza giovanile dell'Arcidiocesi di Santiago del Cile. Il 17 e 18 maggio 2012 si tiene a Pavia la V edizione del Premio Internazionale di Architettura Sacra "Frate Sole"; a vincere è la Cappella di Spiritualità della Casa di Ritiro del Santuario, opera dell'architetto Cristian Undurraga.

## Filmografia
- Teresa de Los Andes.
Miniserie televisiva di 5 puntate girata nel 1989 dalla televisione pubblica TVN Chile. Il ruolo di Teresa di Gesù delle Ande venne interpretato dalla popolare attrice Paulina Urrutia (divenuta Ministro della Cultura nel 2006). La personificazione con la piccola Teresa è tale che chi incontra l'attrice per strada le chiede la benedizione.[9]

- Un camino de Santidad. Serie. Universidad Católica de Chile Televisión.
- Teresa y su familia.
- Teresa amiga de los niños.
- El desafío de ser joven.
- Teresa y su familia.
- Lugares teresianos.

### Italiano
- Pensieri - S. Teresa di Los Andes, Edizioni OCD, 2001. ISBN 88-7229-110-0
- Dal "Diario" e dalle "Lettere" - Diario. La piccola Teresa del Cile, Mimep-Docete, 1998. ISBN 88-86242-68-9
- Fino al cuore trafitto: spiritualità di Santa Teresa di Los Andes, Alessandro Bezzi, Edizioni O.C.D., 2007. ISBN 88-7229-327-8
- Il rosario con Santa Teresa de los Andes, Stefania Tassotti, 2001. ISBN non esistente
- Il cammino della croce con Santa Teresa de los Andes, Enrico Manfrini, 2001. ISBN non esistente
- Centro Interprovinciale Carmelitano, Teresa di Los Andes. La "Santina americana", Edizioni O.C.D., 1994. ISBN 88-7229-015-5
- S. Teresa de los Andes, Claudio Truzzi, 1993. ISBN non esistente
- Dal Cile una giovane santa per il mondo, Padre Mariano Purroy, 1986. ISBN non esistente

### Spagnolo
- Diario y Cartas de Santa Teresa de Los Andes
- Así Pensaba Teresa, Padre Mariano Purroy.
- Teresa de Los Andes cuenta su vida, Padre Mariano Purroy.
- Teresa de Los Andes, Teresa de Chile
- Revista Teresa de Los Andes
- Murales, Cripta Santuario Teresa de Los Andes
- Testimonio y Desafío, Padre Miguel Ortega.
- Cada Vez que Miré el Mar, Eduardo T. Gil de Muro.
- Santa Teresa de Los Andes - Historietas, Themo Lobos.